# Akesamenos
Akesamenos (altgriechisch Ἀκεσαμενός Akesamenós) oder Akessamenos (Ἀκεσσαμενός Akessamenós) ist eine Person der griechischen Mythologie.
Bei Homer erscheint Akessamenos als Vater der Periboia, die mit dem Flussgott Axios Mutter des Pelagon und damit Großmutter des Trojakämpfers Asteropaios ist. Nach Stephanos von Byzanz ist Akesamenos der König von Pieria und der eponyme Gründer der makedonischen Stadt Akesamenai.